# Лагдо
Лагдо — водохранилище в Камеруне. Находится на реке Бенуэ. Площадь зеркала составляет около 586 км².
Оно расположено примерно в 50 км к югу от города Гарва. Плотина построена у одноимённого поселения между 1977 и 1982 годами при помощи китайской компании. Плотина 308 м в длину, 40 м в высоту. Во время влажных месяцев в феврале и марте, площадь затопления достигает максимума.